# Wachtebeke
Wachtebeke ist ein Ortsteil der belgischen Gemeinde Lochristi im Norden der Region Flandern an der Grenze zu den Niederlanden mit zuletzt 7897 Einwohnern (Stand 1. Januar 2024). Bis Ende 2024 war Wachtebeke eine selbstständige Gemeinde. Am 1. Januar 2025 wurde der Ort in die Nachbargemeinde Lochristi eingemeindet.
Gent liegt 16 Kilometer (km) südwestlich, Antwerpen 38 km östlich und Brüssel etwa 50 km südöstlich.
Die nächsten Autobahnabfahrten befinden sich bei Lokeren und Beervelde an der A14/E17. In beiden Orten liegen auch die nächsten Regionalbahnhöfe und in Gent halten überregionale Schnellzüge.
In Wachtebeke befindet sich auch das Provinciaal Domein Puyenbroeck.

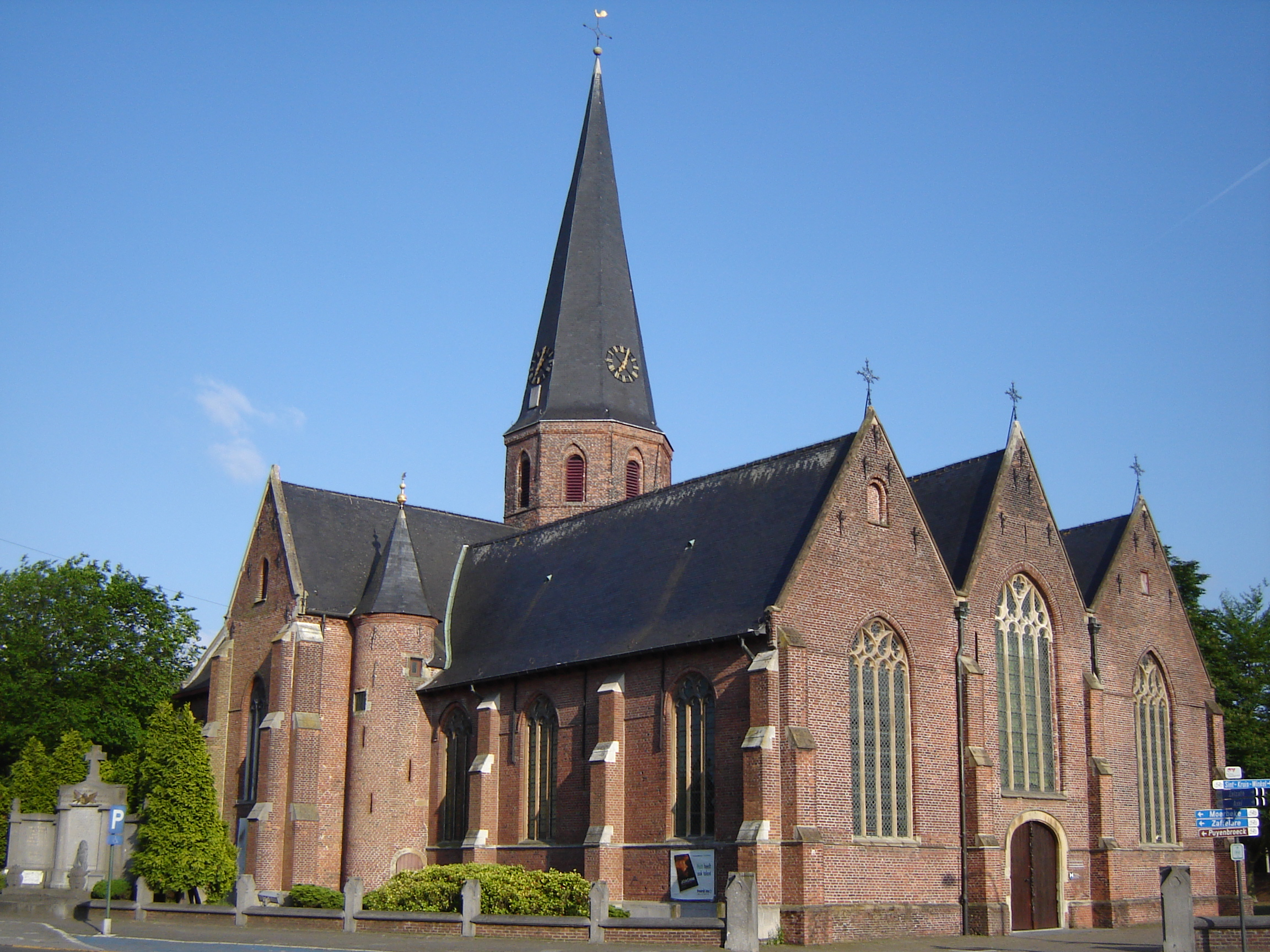
Sint-Catharinakerk in Wachtebeke

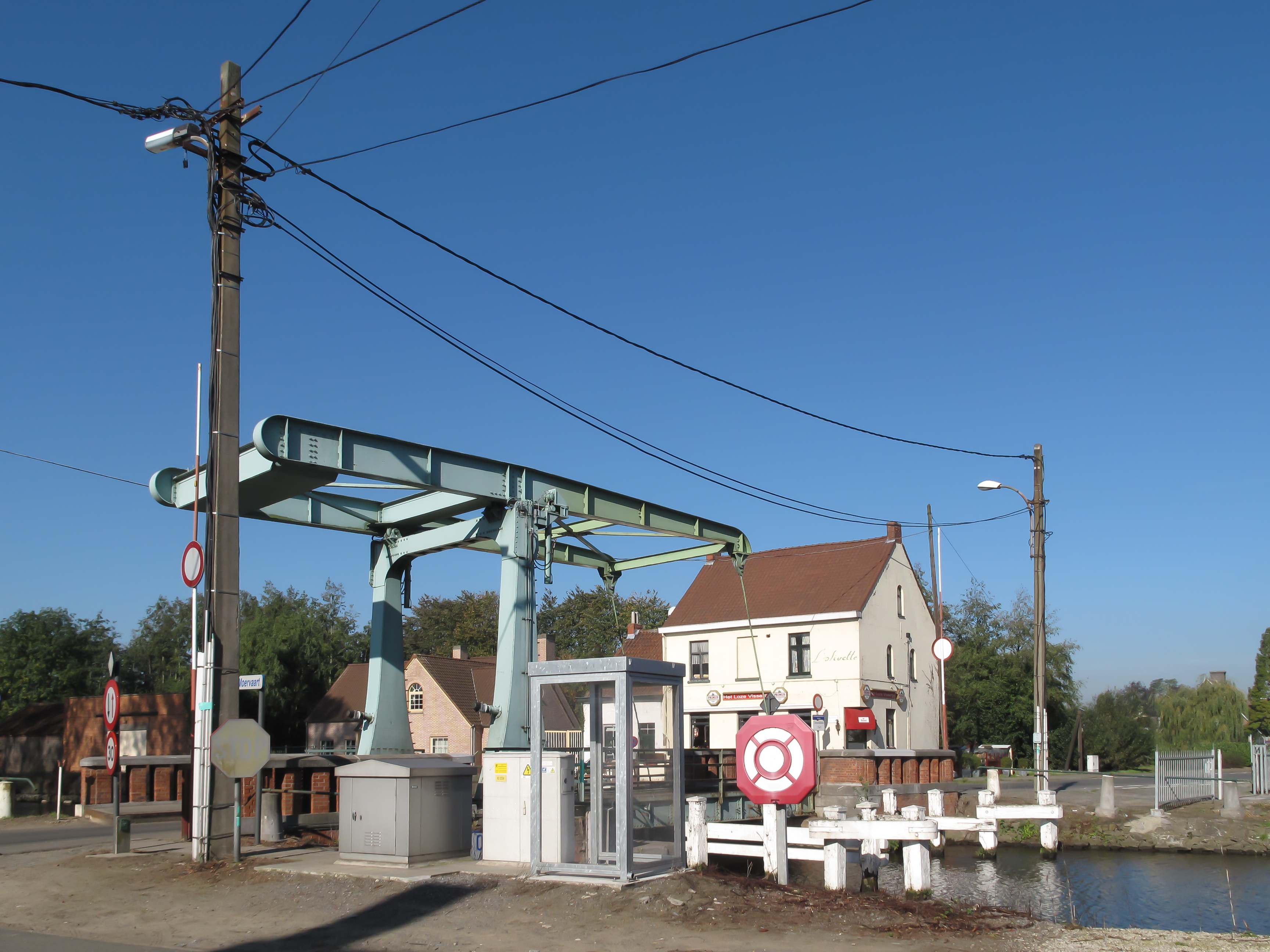
Wachtebeke, Brücke: de Overledebrug